# Federico Lombardi

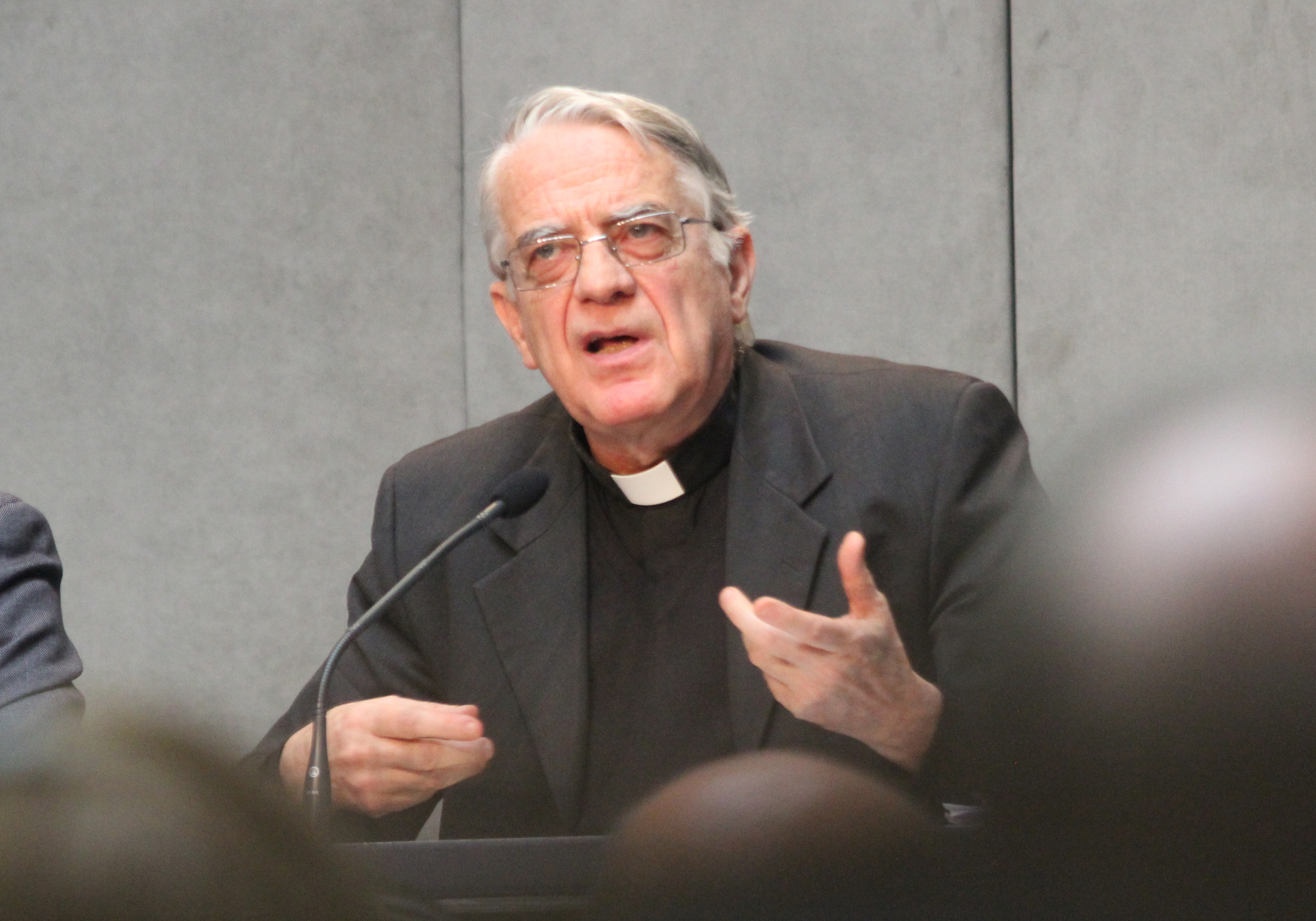
Federico Lombardi

Padre Federico Lombardi (Saluzzo, 29 agosto 1942) è un presbitero, giornalista e teologo italiano della Compagnia di Gesù, dal 2006 al 2016 direttore della Sala stampa della Santa Sede.

## Biografia
Suoi zii furono Riccardo Lombardi, anch'egli gesuita, instancabile propagandista soprannominato "il microfono di Dio", e il giurista Gabrio Lombardi, mentre suo nonno fu il senatore Luigi Lombardi.
Dopo aver conseguito la laurea in matematica, ha compiuto gli studi teologici in Germania venendo ordinato sacerdote nel 1972.
Successivamente è stato collaboratore della rivista dei gesuiti La Civiltà Cattolica.
Nel 1984 è stato nominato provinciale dei gesuiti in Italia, carica che ha ricoperto fino al 1990.
Nel 1990 è diventato direttore dei programmi della Radio Vaticana, della quale è stato poi direttore generale fino al 2016. Dal 2001 al 2013 è stato anche direttore generale del CTV (Centro Televisivo Vaticano).
Dal 1990 al 2007 è stato Assistente Nazionale del MASCI (Movimento Adulti Scout Cattolici Italiani) contribuendo a sviluppare la spiritualità scout per le persone adulte.
L'11 luglio 2006 papa Benedetto XVI lo ha nominato direttore della Sala Stampa della Santa Sede – in sostituzione di Joaquín Navarro-Valls –, incarico che ha mantenuto sino al 31 luglio 2016.
Il 1º agosto 2016, con lettera del cardinale segretario di Stato Pietro Parolin, è stato nominato presidente del Consiglio di amministrazione della Fondazione vaticana Joseph Ratzinger - Benedetto XVI.